# Tephrina geminata
Tephrina geminata là một loài bướm đêm trong họ Geometridae.